# Benedict Randhartinger

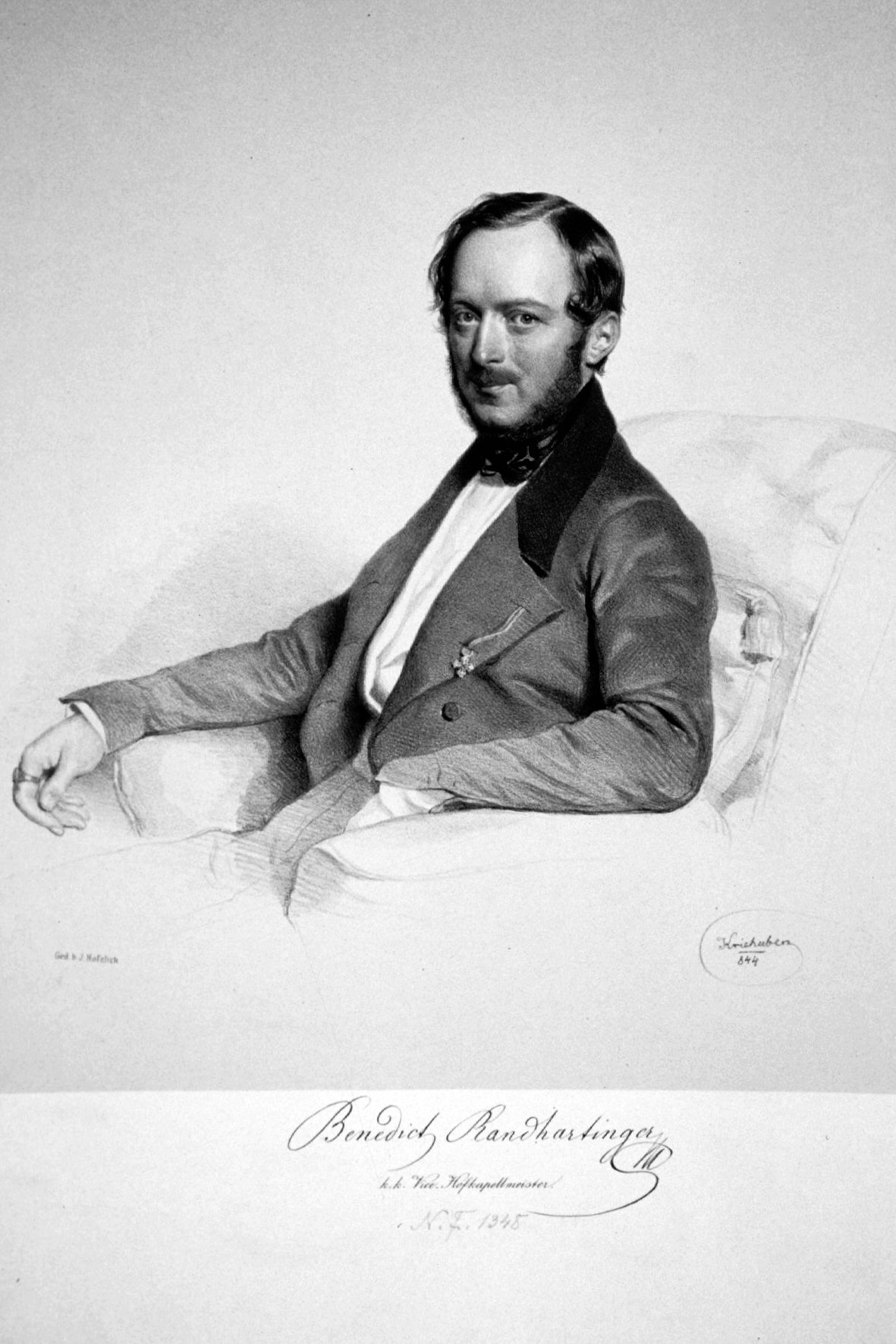
Benedict Randhartinger, Lithographie von Josef Kriehuber, 1844.

Benedict Randhartinger, auch Benedikt Randhartinger, (* 27. Juli 1802 in Ruprechtshofen, Niederösterreich; † 23. Dezember 1893 in Wien) war ein österreichischer Sänger (Tenor), Komponist und Hofkapellmeister.

## Leben
Benedict Randhartinger wurde in der alten Volksschule zu Ruprechtshofen als viertes von sechs Kindern des örtlichen Schullehrers Johann Georg Randhartinger geboren. Sein musikalisches Talent wurde bereits im Kindesalter erkannt, so dass er Hofsängerknabe in Wien werden konnte. Nach seinem Stimmbruch erhielt er vom k. k. Hofkapellmeister Antonio Salieri unentgeltlich Kompositionsunterricht. Trotzdem studierte er Jura und war dann zehn Jahre Sekretär des Grafen István Széchenyi (?). Im Jahre 1832 wurde er Sänger in der Kaiserlichen Hofkapelle, 1844 stellvertretender Kapellmeister und 1862 Kapellmeister.
Durch seine Tätigkeit als Tenorsänger, Komponist und k.k. Hofkapellmeister erlangte er in der damaligen Gesellschaft hohes Ansehen. Mit seinen Werken orientierte er sich am musikalischen Zeitgeist, wodurch seine Beliebtheit beim Publikum begründet wurde. Er war zudem mit Franz Schubert gut befreundet.
Am 15. Dezember 1839 begleitete ihn Franz Liszt am Klavier beim Vortrag des von Randhartinger auf einen Text von Zedlitz verfassten Liedes „Die nächtliche Heerschau“ im Rahmen von „Saphir’s Akademie und humoristischer Vorlesung“ im damaligen Theater in der Josephstadt in Wien.
Im Alter von 91 Jahren starb Benedict Randhartinger am 23. Dezember 1893 in Wien. 1896 wurde die Randhartingergasse in Wien-Favoriten nach ihm benannt.

## Werke (Auswahl)
Randhartinger hinterließ etwa 2000 Werke, die zum Teil noch ungedruckt sind. Die Benedict-Randhartinger-Gesellschaft hat sich zum Ziel gesetzt, das musikalische Werk von Benedict Randhartinger wieder zu beleben.
- 17 Messen für Soli, Chor und Orchester
- 1 achtstimmige Vokalmesse mit Orgelbegleitung
- 2 Requien
- Kleinere Kirchenmusikkompositionen
- 2 Opern
- 2 Symphonien
- Vertonung der griechisch-orientalischen Jahresliturgie
- Mehr als 800 Lieder und Chöre
- Über 1000 kleinere Werke für Orchester, kammermusikalische Besetzungen und einzelne Instrumente

## Einzelnachweis
1. ↑  Biographie und Werk auf Benedict Radhartinger-Gesellschaft

| Personendaten    | Personendaten                                           |
| ---------------- | ------------------------------------------------------- |
| NAME             | Randhartinger, Benedict                                 |
| ALTERNATIVNAMEN  | Randhartinger, Benedikt                                 |
| KURZBESCHREIBUNG | österreichischer Sänger, Komponist und Hofkapellmeister |
| GEBURTSDATUM     | 27. Juli 1802                                           |
| GEBURTSORT       | Ruprechtshofen, Niederösterreich                        |
| STERBEDATUM      | 23. Dezember 1893                                       |
| STERBEORT        | Wien                                                    |